# Vehículo Automático Ligero

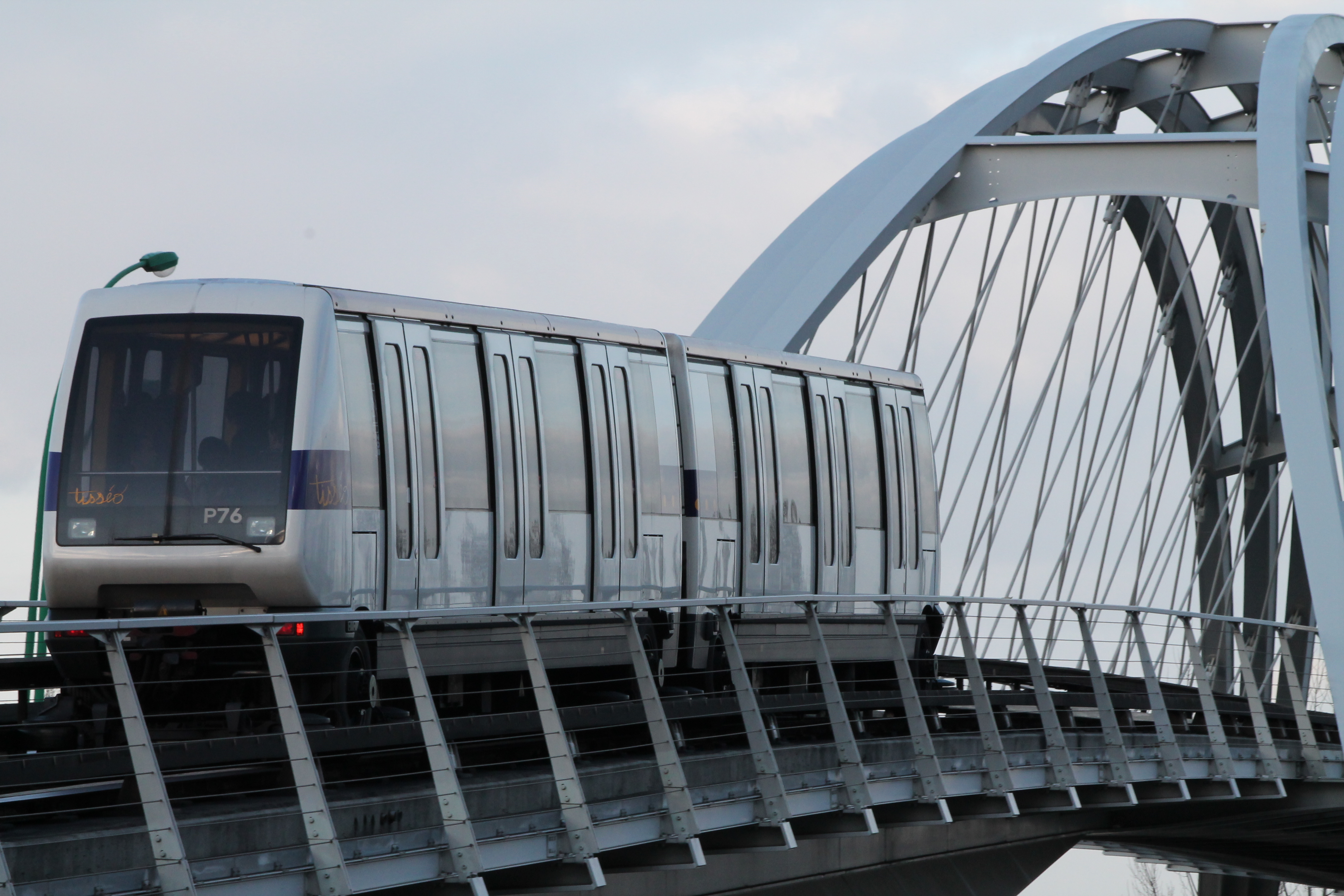
Rama VAL 208 del metro de Toulouse.

El Vehículo Automático Ligero (más conocido como VAL, siglas que originalmente provenían de la línea Villeneuve-d'Ascq-Lille) es un sistema de metro sobre neumáticos cerrado completamente automático, que se utiliza en metros como los de Toulouse, Lille, Rennes o Turín. Todos los elementos del sistema VAL (trenes, vías, sistemas de seguridad, andenes) han sido diseñados en exclusiva para este sistema, por lo que no es compatible con otros tipos de metro. Tampoco es compatible con la circulación de trenes con conductor.
La primera línea se presentó el 31 de julio de 1971 por Robert Gabillard (profesor de la universidad de Lille I) gracias a investigaciones en los laboratorios de la universidad de Lille I y al desarrollo de una patente sobre automatismos de un metro. Parte del desarrollo se debe al proyecto ARAMIS.

## Historia
Debido a que las empresas de transporte público como la RATP eran fuertemente deficitarias, que la masa salarial suponía el 70% de los costes de explotación y que la infraestructura suponía el 70% de los costes de construcción de una línea de metro, el concepto de VAL aparece en 1968, indicando en sus especificaciones que debía eludir los problemas del transporte público, ofreciendo una alternativa viable al automóvil:
- La velocidad comercial y la frecuencia del VAL debían ser suficientemente altas, incluido en horas valle, a pesar de un bajo tráfico medio (del orden de 6 000 pasajeros por hora y por dirección)
- El VAL debía poder ejecutarse en condiciones difíciles (fuertes desniveles, curvas muy cerradas, etc.)

Para un tráfico poco importante (y por lo tanto, ingresos más bajos) la conducción manual no permite una frecuencia elevada a causa de la masa salarial: la conducción automática permite resolver este problema. Además, a fin de disminuir los costes de inversión, las estaciones y los trenes debían ser cortos y los vehículos debían poder satisfacer un trazado sinuoso a fin de facilitar la inserción en la trama urbana a menor coste.
Se lanzó un concurso que ganó Matra en 1971. Aún quedaba encontrar un lugar donde pudiera experimentarse el sistema, tanto en puesta en obra como en valoración comercial. En 1972 se adopta el principio de una línea de Villeneuve-d'Ascq a Lille. Se realiza un estudio en 1974 que preveía cuatro líneas para Lille. Originalmente, la primera línea fue estimada en 230 000 francos, pero se puso rápidamente en 875 000 francos en 1974 y se estimó en 2,3 millones de francos en 1982.
Demostrada la viabilidad del proyecto en 1979, se interesan varias ciudades francesas. Jacques Médecin, por entonces alcalde de Niza, demuestra un interés por Aramis (una versión reducida del sistema VAL). Los alcaldes de Toulouse y Burdeos, que habían eliminado los tranvías de sus respectivas ciudades, también expresaron rápidamente su interés por el sistema. Aunque llevaba estudiando la construcción de un tranvía desde 1972, Estrasburgo eligió el VAL para abandonarlo en beneficio del tranvía en 1989 tras el cambio de alcalde. Lo mismo pasó con Burdeos que abandonará el proyecto en favor de la construcción del tranvía de Burdeos tras el cambio de alcalde. Finalmente, fuera de Lille, sólo Toulouse y Rennes instalarán el sistema VAL en Francia.
Un VAL se construyó para servir el aeropuerto de París-Orly en 1991, en detrimento de una alternativa propuesta por la SNCF que consistía en la extensión de la línea C del RER de París. Funcionaba como una empresa privada, Orlyval. Orlyval pero fue un fracaso comercial y la línea fue absorbida por la RATP: las razones de este fracaso fueron los precios disuasivos, especialmente por comparación con los de la RATP y la completa subestimación de la molestia del trasbordo a la línea de RER para llegar al centro de París.

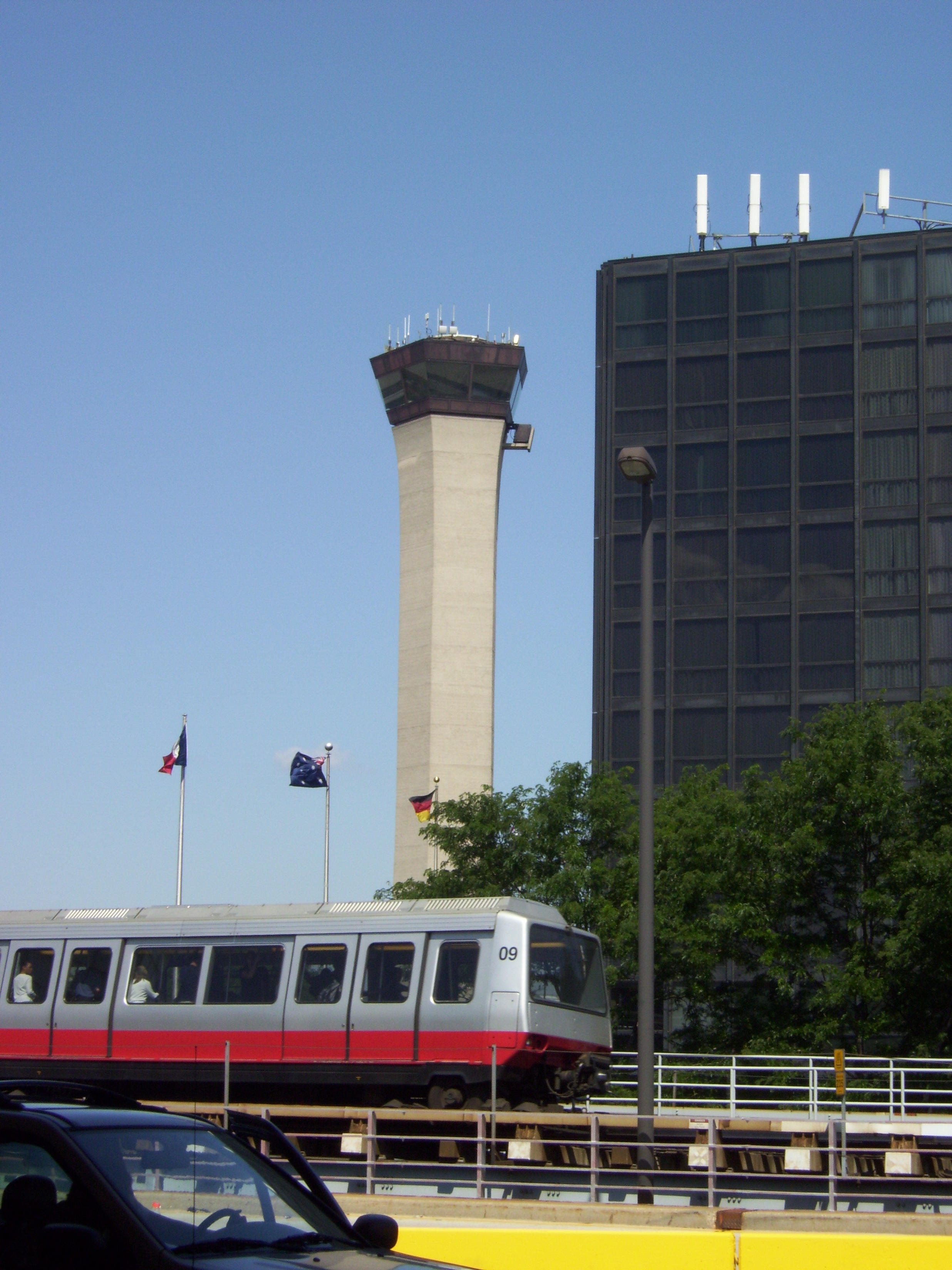
Rama de VAL en el aeropuerto de O'Hare de Chicago

El salto a América se produce pronto, especialmente por parte de las autoridades de transporte de Miami, Los Ángeles y Orlando, aunque finalmente no se producirá ningún acuerdo. El VAL finalmente se instala en el aeropuerto de O'Hare de Chicago, operación en la que Matra habría perdido 60 millones de dólares. Gracias a una oferta lanzada por Jacksonville (Florida) a la que sólo se presenta Matra se inaugura una línea de VAL en 1989, aunque fue desmantelada en 1996. Los vehículos fueron vendidos al aeropuerto de O'Hare.
Turin es la ciudad más reciente que se ha dotado de un VAL. Una línea de 10,6 kilómetros está prevista en Uijeongbu(Corea del Sur). Por otra parte, el VAL y sus sucesores tienen gran éxito en el sector de los People Mover, frecuentes en aeropuertos, donde la distancia entre estaciones es corta y donde las ventajas de la sobreadherencia de la rodadura sobre neumáticos, tanto en aceleración como en frenado, no son anuladas por el sobrecoste del consumo en velocidad de crucero.
Por culpa del fracaso de un People Mover por cable prevista para el aeropuerto de París-Charles de Gaulle se construyen dos líneas de VAL, el CDGVal.
Ciertos principios del sistema automática inventadas para el VAL han sido aplicados a otros metros nuevos o existentes (Nuremberg, Lyon, París, Copenhague, etc.).

### NeoVAL
Siemens desarrolla un nuevo sistema de VAL fuertemente apoyado por ayudas públicas. Las investigaciones han dado lugar a dos sistemas, llamados CityVAL y AirVAL. Actualmente no son más que un catálogo, pues no existe ningún encargo en marcha. CityVAL está orientado a redes de transporte urbano, y AirVAL a transporte en el interior de aeropuertos o entre aeropuertos y su ciudad.

## Funcionamiento

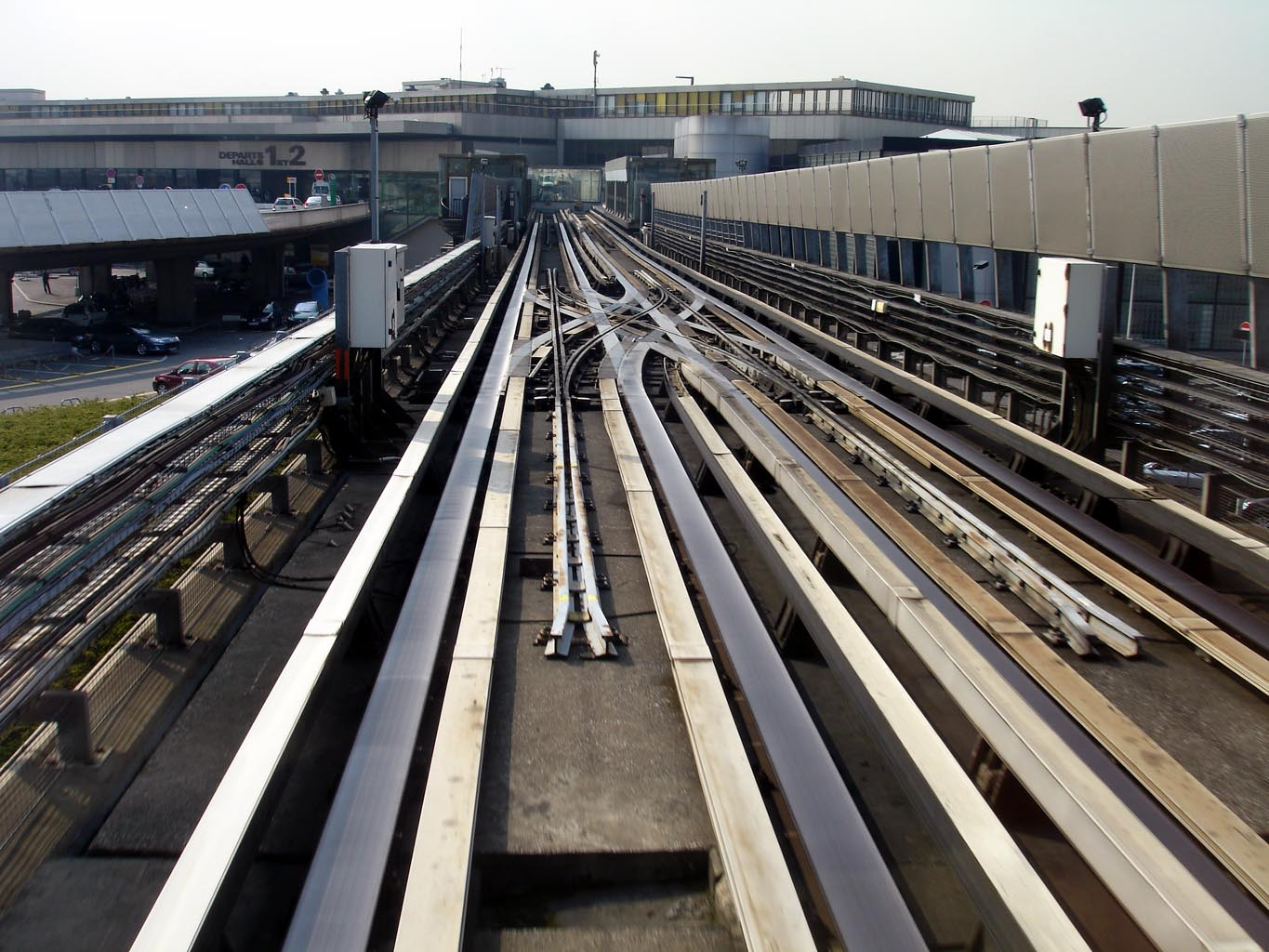
Sistema de vías VAL: vía general y cambio de vía

Los trenes circulan con ruedas de neumáticos que se apoyan sobre dos platabandas que no tienen por qué ser metálicas. Pegadas a ellas, por el interior, se sitúan dos bandejas longitudinales que alojan los sistemas de comunicación con el tren. El guiado es el mismo que el del sistema ARAMIS, y se hace con neumáticos de eje vertical que encajan entre las paredes laterales de la caja de vía. El guiado en cambios de vía, donde la caja no puede tener paredes laterales, se garantiza por un patín encajado en un rail central conectado a las ruedas de apoyo. El raíl central dispone de agujas que envía al tren por una u otra vía.
Los andenes disponen de puertas que coinciden automáticamente con las del tren y que impiden que nadie caiga a la vía. La alimentación se hace por un tercer rail.

## Las redes de VAL
Hay actualmente 11 líneas de VAL en servicio en el mundo, de las que dos se encuentran en proceso de extensión (CDGVal y el metro de Turín). Una línea se encuentra en construcción (Uijeongbu en Corea del Sur) dos están en proyecto (segundas líneas para Rennes y Turín).

### Modelos VAL 206 y VAL 208

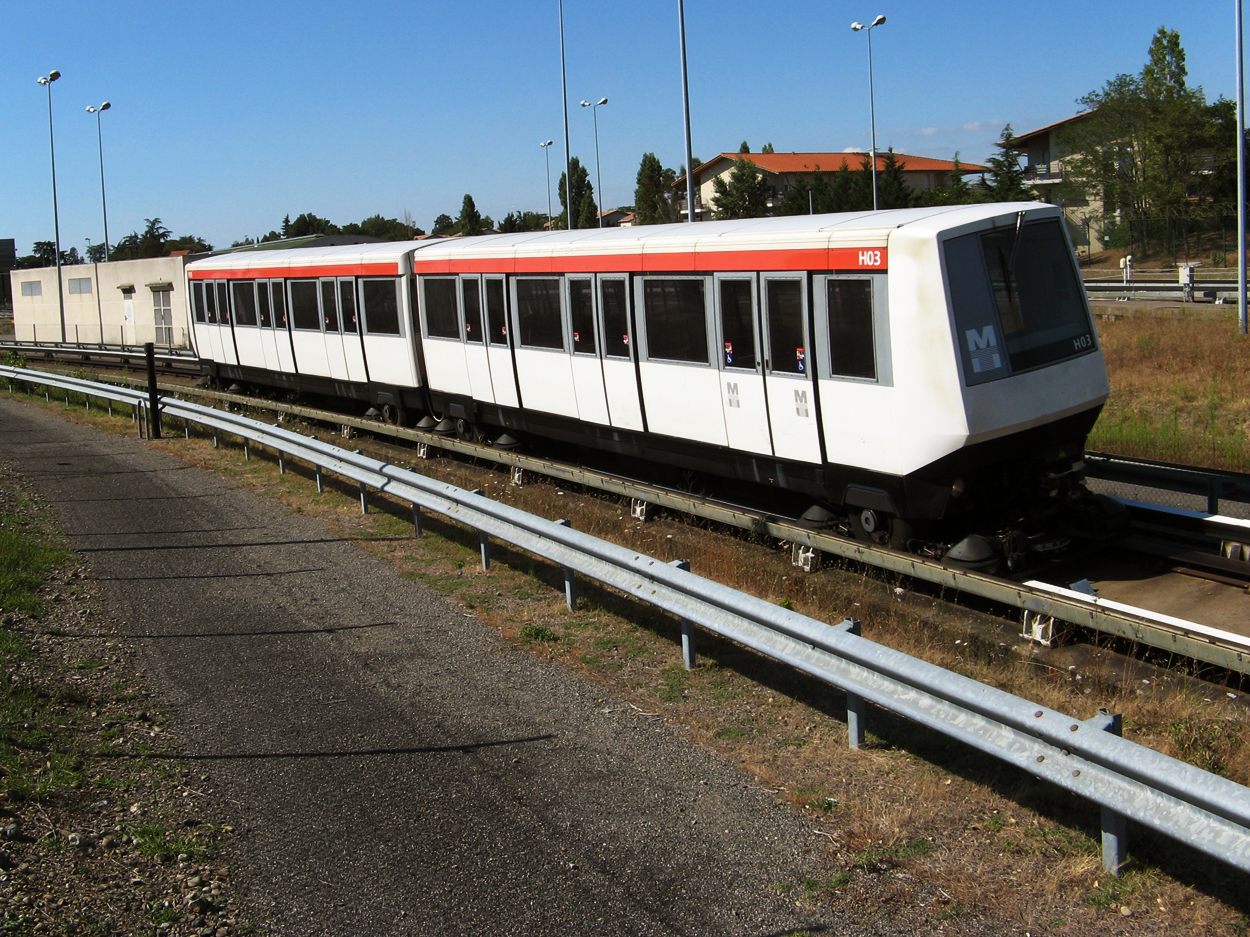
Rama VAL 206 del metro de Toulouse.

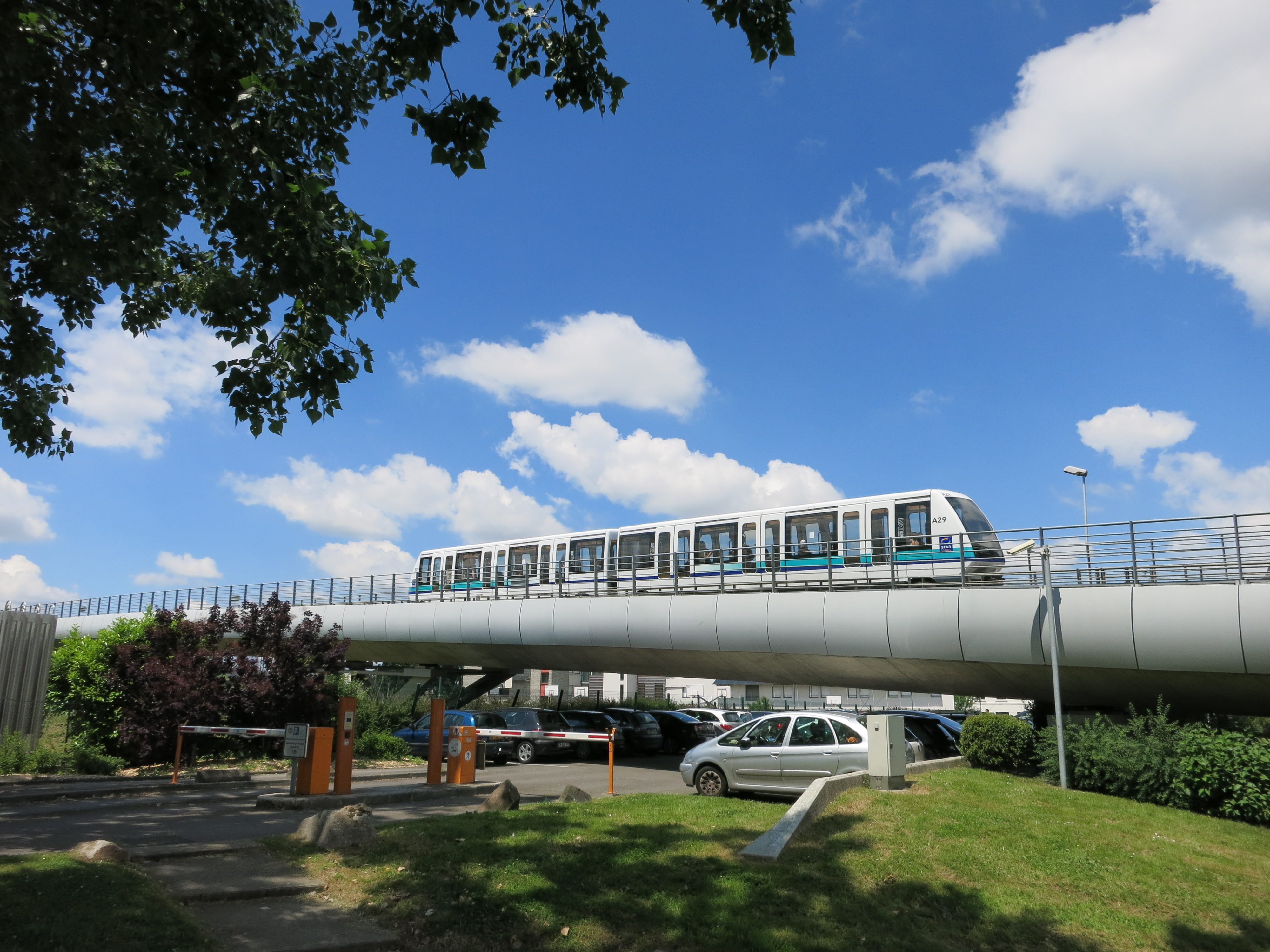
Metro de Rennes

Las siglas 206 y 208 indican el ancho en centímetros. El VAL 208 (el más reciente) dispone de un motor por rueda de una potencia de 65 kW cada uno, con IGBT con tensiones de más de 1 600 voltios.

#### Redes en Francia
- Metro de Lille desde 1983 (2 líneas): primera línea de metro completamente automática del mundo.
- Aeropuertos de París:
  - Orlyval, que sirve el aeropuerto de Orly desde 1991
  - CDGVal, servicio interno del aeropuerto Roissy - Charles de Gaulle (dos líneas, una inaugurada el 4 de abril de 2007 y otra el 27 de junio de 2007 para servir el satélite S3 y la terminal E)
- Metro de Toulouse desde 1993 (2 líneas)
- Metro de Rennes desde 2002

#### Redes en Italia
- Metro de Turín puesto en servicio para los Juegos Olímpicos de invierno de Turín

#### Redes en Corea del Sur
- Metro de Uijeongbu, puesta en servicio prevista en abril de 2011
- Metro de Seúl, en proyecto 7 líneas con horizonte 2016[10]

### Modelos grandes VAL 256

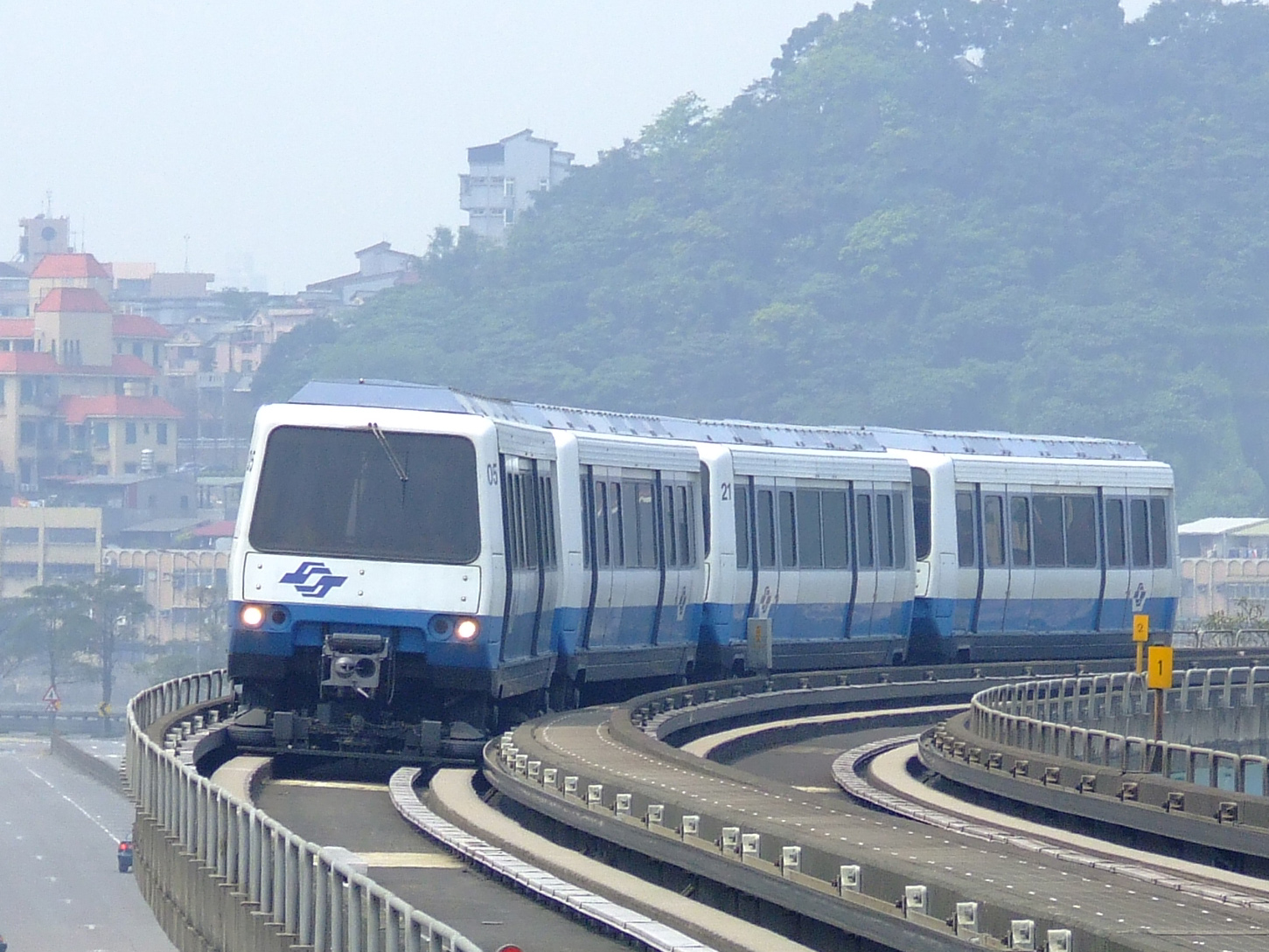
Rama VAL 256 del metro de Taipéi.

#### Redes
- El Skyway de Jacksonville en 1989.[11] Material retirado en 1996 y revendido al aeropuerto de O'Hare. La línea fue transformada en monorrail.
- El Airport Transit System en el aeropuerto de O'Hare (Chicago).
- Metro de Taipéi (línea Muzha) en 1996.

## Proyectos de VAL abandonados
- Burdeos: dos líneas de VAL fueron programados en torno a 1986 y posteriormente anulados en 1993. Reemplazadas por el tranvía de Burdeos.
- Nantes: una línea programada en 1982. Reemplazada por dos líneas del tranvía de Nantes.
- Niza: una línea sustituida por tranvía.
- Estrasburgo: dos líneas programadas en 1985. Reemplazado por líneas del tranvía de Estrasburgo.
- Rouen: una línea programada en 1989. Reemplazada por dos líneas de tranvía.
- São Paulo: Reemplazado por monorraíl de la Línea 15.